# Слемнешть (Арджеш)
Слемнешть, Слемнешті (рум. Slămnești) — село у повіті Арджеш в Румунії. Входить до складу комуни Бредулец.
Село розташоване на відстані 139 км на північний захід від Бухареста, 46 км на північ від Пітешть, 129 км на північний схід від Крайови, 78 км на південний захід від Брашова.

## Населення
За даними перепису населення 2002 року у селі проживали 140 осіб, з них 139 осіб (99,3%) румунів. Усі жителі села рідною мовою назвали румунську.